# Richard Benjamin
Richard Samuel Benjamin (New York, 1938. május 22. –) Golden Globe-díjas amerikai színész, filmrendező.
Színészként fontosabb filmjei közé tartozik a Goodbye, Columbus (1969), A 22-es csapdája (1970), a Feltámad a vadnyugat (1973) és a Napsugár fiúk (1975), mellyel elnyerte a legjobb férfi mellékszereplőnek járó Golden Globe-díjat. 
1982-ben debütált első filmrendezésével, a Legkedvesebb évem című filmvígjátékkal. Ezt követően olyan filmeket rendezett meg, mint a Párbaj a városban (1984), a Pénznyelő (1986) és a Made in America (1993).

## Filmográfia

### Filmrendezései
| Év   | Magyar cím               | Eredeti cím               |
| ---- | ------------------------ | ------------------------- |
| 1982 | Legkedvesebb évem        | My Favorite Year          |
| 1984 | Versenyfutás a holddal   | Racing with the Moon      |
| 1984 | Párbaj a városban        | City Heat                 |
| 1986 | Pénznyelő                | The Money Pit             |
| 1988 | A kis Nikita             | Little Nikita             |
| 1988 | Marslakó a mostohám      | My Stepmother Is an Alien |
| 1990 | Philadelphiai zsaru      | Downtown                  |
| 1990 | Sellők                   | Mermaids                  |
| 1993 | Made in America          | Made in America           |
| 1994 | Dugipénz                 | Milk Money                |
| 1996 | Árnyékfeleség            | Mrs. Winterbourne         |
| 2001 | Az agyfürkész totál kész | The Shrink Is In          |
| 2003 | Nyafka X                 | Marci X                   |

### Filmszínész
| Év   | Magyar cím                       | Eredeti cím                         | Szerep                              | Magyar hang     |
| ---- | -------------------------------- | ----------------------------------- | ----------------------------------- | --------------- |
| 1969 |                                  | Goodbye, Columbus                   | Neil Klugman                        |                 |
| 1970 | A 22-es csapdája                 | Catch-22                            | Danby őrnagy                        | Bodrogi Gyula   |
| 1970 | A 22-es csapdája                 | Catch-22                            | Danby őrnagy                        | Korognai Károly |
| 1970 |                                  | Diary of a Mad Housewife            | Jonathan Balser                     |                 |
| 1971 |                                  | The Marriage of a Young Stockbroker | William Alren                       |                 |
| 1971 |                                  | The Steagle                         | Harold Weiss                        |                 |
| 1972 |                                  | Portnoy's Complaint                 | Alexander Portnoy                   |                 |
| 1973 | Sheila meghalt és New Yorkban él | The Last of Sheila                  | Tom Parkman                         |                 |
| 1973 | Feltámad a vadnyugat             | Westworld                           | Peter Martin                        |                 |
| 1975 | Napsugár fiúk                    | The Sunshine Boys                   | Ben Clark                           | Sinkó László    |
| 1975 | Napsugár fiúk                    | The Sunshine Boys                   | Ben Clark                           | Mihályi Győző   |
| 1978 | Várlak nálad vacsorára           | House Calls                         | Dr. Norman Solomon                  |                 |
| 1979 | Szerelem első harapásra          | Love at First Bite                  | Dr. Jeffery Rosenberg / Van Helsing |                 |
| 1979 |                                  | Scavenger Hunt                      | Stuart Selsome                      |                 |
| 1980 | Az utolsó házaspár               | The Last Married Couple in America  | Marv Cooper                         |                 |
| 1980 | Hogyan legyünk milliomosok       | How to Beat the High Co$t of Living | Albert                              |                 |
| 1980 |                                  | Witches' Brew                       | Joshua Lightman                     |                 |
| 1980 |                                  | First Family                        | Bunthorne sajtótitkár               |                 |
| 1981 |                                  | Saturday the 14th                   | John Hyatt                          |                 |
| 1992 |                                  | Lift (rövidfilm)                    | Brill rabbi                         |                 |
| 1997 | Agyament Harry                   | Deconstructing Harry                | Ken                                 | Szokolay Ottó   |
| 2001 | Az agyfürkész totál kész         | The Shrink Is In                    | Samantha szerkesztője               |                 |
| 2003 | Nyafka X                         | Marci X                             | Ben Feld                            | Kristóf Tibor   |
| 2006 | Bármicvó                         | Keeping Up with the Steins          | Schulberg rabbi                     |                 |
| 2008 | Itt járt Henry Pool              | Henry Poole Is Here                 | Dr. Fancher                         | Bartók László   |
| 2012 |                                  | Pablo                               | önmaga                              |                 |
| 2023 | A magadfélék                     | You People                          | Dr. Green                           | Beregi Péter    |
| 2023 | Exférjek                         | Ex-Husbands                         | Simon Pearce                        | Csuha Lajos     |

### Televízió

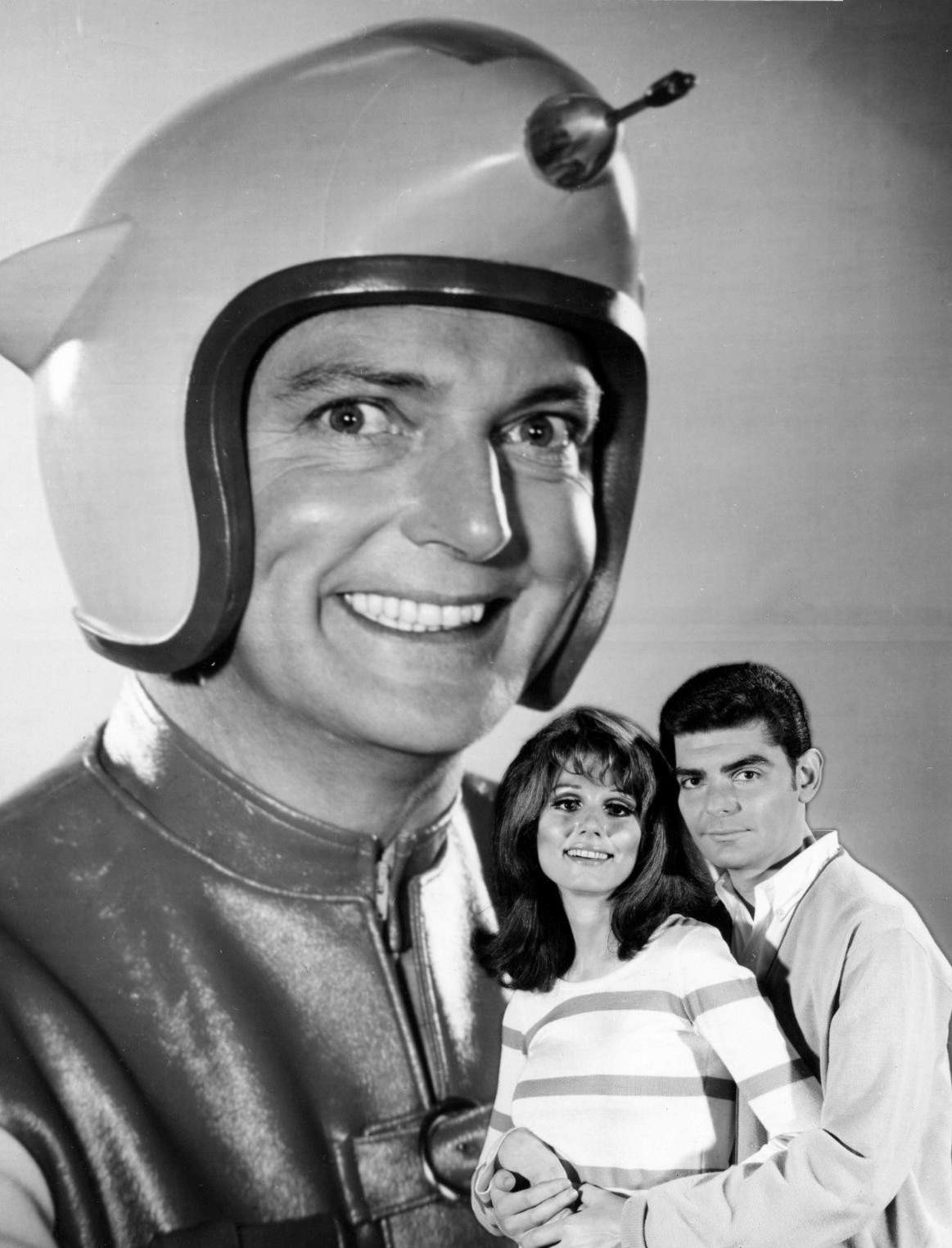
Feleségével, Paula Prentisszel a He & She című televíziós sorozat plakátja előtt (1967)

| Év        | Magyar cím             | Eredeti cím                  | Szerep                       | Megjegyzések                                                          |
| --------- | ---------------------- | ---------------------------- | ---------------------------- | --------------------------------------------------------------------- |
| 1962–1963 |                        | Dr. Kildare                  | gyakornok / Dr. Adam Barstow | 2 epizód                                                              |
| 1967–1968 |                        | He & She                     | Dick Hollister               | főszereplő (26 epizód)                                                |
| 1977      |                        | No Room to Run               | Nick Loomis                  | tévéfilm                                                              |
| 1977–1978 |                        | Quark                        | Adam Quark                   | főszereplő (8 epizód)                                                 |
| 1983      |                        | Packin' It In                | Gary Webber                  | tévéfilm                                                              |
| 1992      | Ray Bradbury színháza  | The Ray Bradbury Theater     | Mr. Howard                   | 1 epizód                                                              |
| 1998      | Hullagyártó harckocsi  | The Pentagon Wars            | Casper Weinberger            | - tévéfilm (filmrendező) - magyar hangja: - Tarján Péter              |
| 1999      | Megőrülök érted        | Mad About You                | Mr. Frank DiChristophoro     | 1 epizód                                                              |
| 2001      | Sportőrültek           | ''The Sports Pages           | nem szerepel                 | tévéfilm (filmrendező)                                                |
| 2001      | Nevetés a 23. emeleten | Laughter on the 23rd Floor   | nem szerepel                 | tévéfilm (filmrendező)                                                |
| 2004      | Hölgyem, Isten áldja!  | The Goodbye Girl             | Oliver Fry                   | - tévéfilm (filmrendező és producer) - magyar hangja: - Szokolay Ottó |
| 2006      | Családi bűnbanda       | A Little Thing Called Murder | nem szerepel                 | tévéfilm (filmrendező)                                                |
| 2009      | Halottnak a csók       | Pushing Daisies              | Jerry Weiss                  | 1 epizód                                                              |
| 2014      | Ray Donovan            | Ray Donovan                  | Jerry Weiss                  | 1 epizód                                                              |
| 2015      |                        | Childrens Hospital           | Dan Richards                 | 1 epizód                                                              |

## Díjak és jelölések
| Év   | Díj                | Kategória                                           | Jelölt mű                | Eredmény |
| ---- | ------------------ | --------------------------------------------------- | ------------------------ | -------- |
| 1968 | Primetime Emmy-díj | legjobb férfi főszereplő (vígjátéksorozat)          | He & She                 | Jelölve  |
| 1971 | Golden Globe-díj   | legjobb férfi főszereplő (zenés film vagy vígjáték) | Diary of a Mad Housewife | Jelölve  |
| 1976 | Golden Globe-díj   | legjobb férfi mellékszereplő                        | Napsugár fiúk            | Elnyerte |

## Fordítás
- Ez a szócikk részben vagy egészben  a   Richard Benjamin című angol Wikipédia-szócikk ezen változatának fordításán alapul.  Az eredeti cikk szerkesztőit annak laptörténete sorolja fel. Ez a jelzés csupán a megfogalmazás eredetét és a szerzői jogokat jelzi, nem szolgál a cikkben szereplő információk forrásmegjelöléseként.